# Teresa Borràs i Fornell
Teresa Borràs i Fornell (Manresa, 30 de juliol de 1923 - Mataró, 17 de juliol de 2010) fou una compositora, professora i concertista de piano.
Va començar els estudis musicals als 8 anys al Conservatori del Liceu de Barcelona, on en un primer moment li van ser impartides classes de piano i harmonia i, posteriorment, de guitarra. Va ser deixebla de Francesco Molinari i Ernest Cervera. Va obtindre el títol de Piano el 1971 i el de Guitarra el 1972. També va perfeccionar les seves aptituds d'harmonia, contrapunt i composició amb Cristòfor Taltabull. Posteriorment, estudià clavicèmbal al Conservatori Superior Municipal de Música de Barcelona.
Borràs va oferir diversos concerts entre els anys 1947 i 1953, i els anys 1950 i 1952 va rebre beques per a estudiar a l'Accademia Chigiana de Siena (Itàlia), on va ampliar els seus coneixements i en va adquirir de nous com ara el domini d'instruments poc freqüents a l'època com el clavicèmbal o l'arpa. Durant aquesta etapa va actuar al Palau de la Música per única vegada tocant el clavicèmbal.
Més endavant va esdevenir professora de guitarra i piano a l'Escola Municipal de Música de Manresa durant set cursos i uns altres cinc va ensenyar piano a l'Escola de Música de Mataró, filial del Conservatori del Liceu. Des de 1976 va ser professora de Música a l'Institut Alexandre Satorras de la mateixa població. La seva sòlida formació d'harmonia i de contrapunt, d'estil poc convencional, es caracteritzava per la combinació d'instruments i per l'originalitat de les seves estructures.
El 1979 li va ser concedida la Beca de Composició per al Curs d'Estiu "Música a Compostela" a la classe de Rodolfo Halffter. Un parell de dècades més tard, el 1997, va obtenir el 1r accèssit del Premi Caterina Albert i Paradís. Va ser sòcia de l'Associació Catalana de Compositors i autora associada de la Sociedad General de Autores y Editores.
Ja retirada de la vida acadèmica, Teresa Borràs va seguir component i exercint com a concertista de piano fins a la seva mort l'any 2010, especialment per tal de donar a conèixer la seva obra. Va morir el 17 de juliol de 2010 a la Residència Mare Nostra de Mataró, on vivia.
El fons personal de Teresa Borràs es conserva a la Biblioteca de Catalunya. També es conserva altra part de la seva obra a la Biblioteca de la Fundación Juan March, a Madrid.

## Obra
La seva obra inclou composicions per a piano, cant i piano, guitarra, arpa per a cor i orquestra de cambra. A més a més, va escriure concerts, peces per a carilló, trios, quartets, danses, preludis i estudis per a diversos instruments, i també va publicar tres discos.

### Veu
- Tururú (popular), op. 8 (1954), per a cor de veus mixtes. Dedicada al Quartet Mtre. Blanch [Miquel Blanch]
- Tornem a muntanya, op. 14 (1964), per a cor de veus mixtes. Lletra: Fidel Riu.
- El meu cant, op. 15 (1964), per a cor de veus mixtes. Lletra: Clementina Arderiu.
- Mientras el aires es nuestro, op. 63 (1979), per a cor de veus mixtes
- Salve, per a 2 veus (1947). Dedicada a la Verge de l'Alba.
- Salve, Regina, a tre voci (1947). Dedicada al Comte Guido Chigi Saracini.

### Piano
- Preludis clavicèmbal, op. 52 (1972)

- 12 Preludis, op. 67 (1969), per a piano. 21' Estrena: T. Borràs
- Impressions, op. 69 (1989), per a piano. Conté: 1. Allegro; 2. Moderato)
- 6 bagatel·les, op. 72 (1979), per a piano.
- Confluències, op. 75 (1979), per a piano. 10' Estrena: T. Borràs (Sevilla, 1981).
- 6 Estudis, op. 76. (1981-1986), per a piano. 14' Estrena dels núm. 1-3: T. Borràs; Centre Cultural de Caja Madrid (Barcelona), 1986.[3]
- Toccata, op. 77, per a piano. 6'20" Estrena: T. Borràs (Sevilla, 1981).
- Recull, op. 78 (1981), per a piano. Conté: Engruna; Balleruc; Esquitx; Garbuix; Ocellet; Marxa; Gatzara. 9'15''. Estrena: Barcelona, 26 d'abril de 2000
- Núvol, op. 83 (1983), per a piano. 5'10". Estrena: T. Borràs (Barcelona, 1986).
- Rondó, op. 87 (1986), per a 2 pianos. 12'. Estrena: María José Martín i Christopher Bradshaw (Bilbao, 25 de novembre de 1998)
- Impromptus núm. 1 y 2, op. 97 (1989). 5'. Estrena: Barcelona, 26 d'abril de 2000
- Dues peces per Carilló, op. 111 (1992-1993), per a carilló. 12'. Conté: 1. Variacions Ball de Cascabells; 2. L'Alba. Estrena: Anna Reverte; Carilló del Palau de la Generalitat, 1992 i 1994.
- Preludi i joiós, op. 123: Suite a cuatro manos (1993), per a carilló. 13'. Estrena: Anna Maria Reverté i Abel Chaves; Carilló del Palau de la Generalitat, 29 d'abril de 1995
- 4 mans, op. 132 (2000)
- Solitud, op. 135 (1994), per a piano. 5'30''. Estrena: Sergi Poch; Casa Elizalde (Barcelona), 11 de novembre de 1999
- Estudis preliminars, op. 138
- Iris, per a dos pianos. Estrena: Álvaro Guijarro i Carmen Cuesta; Escuela Municipal de Música Andrés Isasi (Getxo), 11 de març de 2005
- Impromptu (1977), per a piano.
- Lluny (1983), per a piano. 2'02" Estrena: T. Borràs (Barcelona, 1986).
- Scherzetto (1979), per a piano. 4' Estrena: T. Borràs (Manresa, 1980)

### Guitarra
- Cinco Danzas, op. 7 (1954), per a guitarra. 20' Estrena: University Alaska 1993.
- Cinco danzas españolas, op. 7 (1954), per a guitarra. 16'. Estrena: Shawn Lyons; University Alaska, 1993.
- Ball pla, op. 21 (1965), per a guitarra.
- Estudi, op. 22 (1965), per a guitarra.
- Tres estudis, op. 23 (1966), per a guitarra. 8'
- Tres estudis, op. 24 (1966), per a guitarra. 7'45''
- Estudio para guitarra, op. 45 (1969)
- Mesto, op. 58 (1970), per a guitarra. 5'
- Preludi espanyol, op. 59 (1973), per a 2 guitarres
- Tiento, op. 125 (1993), per a guitarra. 5'
- Rondellus, op. 151 (1997), per a 4 guitarres. 8'. Encàrrec i dedicatòria: Jove Camerata Catalana de Guitarres. Estrena: Jove Camerata Catalana de Guitarres, sota la direcció de Miquel Quiñones Torres; Sala Les Esmandies (Mataró), 1997.
- Fantasia, op. 228 (2007), per a guitarra. Dedicada a Santi Figueras.
- Sonata, op. 229 (2007), per a guitarra.
- Sonata, op. 232, per a guitarra. Dedicada a Claudio Ferrer.
- Danza catalana (1965), per a guitarra
- Pinus (1980), per a 4 guitarres. 4'30''
- Garberies (1981), per a 3 guitarres. 6'

### Arpa
- Sonatina, op. 34 (1960), per a arpa (ed. 2002)
- Impromptu, op. 35 (1969), per a arpa
- Sonatina, op. 38 (1958), per a arpa
- Arabesque espanyola, op. 39 (1954), per a arpa
- Preludis, op. 43 (2000), per a arpa

- 3 Preludis, op. 46 (1970), per a arpa. 35'
- 3 Danzas Españolas, op. 48 (1970), per a arpa. Conté: Jota; Malagueña; Zortzico. 20' Estrena: Madrid 1995.
- Andantino, op. 49 (1952), per a arpa. Estrena: Madrid, 2002.
- Paisatges, op. 53: Preludi (1972), per a arpa. Dedicada a Maria Lluïsa Ibáñez. 5'10''. Estrena: Maria Lluïsa Ibáñez; Conservatori Superior Municipal de Música de Barcelona, 3 de desembre de 1998
- Nostàlgica, op. 84 (1984), per a arpa.
- Marcha militar, op. 88 (1992), per a arpa. Estrena: 2002
- 6 estudis d'arpa, op. 110 (1993)
- Subtilité, op. 153 (1996), per a arpa
- 2 Sonatas, per a arpa

### Violí
- Duo de violín, op. 96 (1998)

### Violoncel
- Sonatas, op. 55, núms. 1-2 (1972), per a violoncel. La núm. 2 està dedicada a Mª Carme Reverter i es va estrenar al Centre de Cultura Contemporània de Barcelona el 2 de desembre de 1996
- Suite, op. 66 (1974), per a violoncel
- Nocturns, per a violoncel (ed. 2001)

### Clarinet
- Sonatina, op. 74, per a 2 clarinets (ed. 1986)

- 5 Miniatures, op. 142 (1995), per a 4 clarinets. 8'
- Monodias (1995), per a clarinet. Dedicada a Joan Pere Gil.
- Monodias núm. 3, op. 143 (1995), per a clarinet. 3'45''. Dedicada a Montserrat Soler Alomà. Estrena: Monserrat Soler; Café Concert (Barcelona), 16 d'abril de 1990
- Scherzo, per a 2 clarinets (ed. 1986)
- Tres peces, per a 2 clarinets (ed. 1998)

### Flauta
- Dúos infantiles, op. 62 (1973), per a flautes de bec
- Sonatina, op. 93 (1986), per a flauta dolça soprà i flauta dolça tenor (ed. 1989)
- Largoan, op. 168 (1998), per a 4 flautes. 6'. Estrena: O. Rigau, R. Vilalta, J. Vayreda i M. Durán; Fundació Caixa de Manresa (Manresa), 11 de maig de 1998
- Torrent, op. 146 (1996), per a 4 flautes de bec. 16'

### Saxòfon
- Migajas, op. 178 (2000), per a saxòfon alt. Estrena: Barcelona, 2002
- Bits (Trossos), op. 187 (ed. 2001), per a saxòfon alt
- Quatre engrunes, op. 203, per a saxòfon

### Contrabaix
- Dos moments musicals, op. 89 (1987), per a contrabaix

### Oboè
- 6 estudis, op. 115 (1993), per a oboè sol

### Sardana
- Beatriu, op. 28 (1969), sardana. Estrena: Barcelona.

- Oreig, op. 29 (1967), sardana per a cobla. Estrena: Cobla Barcelona (Barcelona, 1973).
- Burriac, op. 30 (1967-1969), sardana per a cobla. Estrena: Cobla Barcelona (Barcelona, 1975).
- Brèssol premianenc, op. 31 (1980), sardana. Estrena: Premià de Mar, 1981.
- Cecília, op. 32 (1968), sardana
- Morratxa, op. 33 (1968), sardana. Estrena: Tornabous, 1969.
- El Pati dels Tarongers, op. 109 (1993), sardana per a carilló. 9'. Dedicada a Maria Dolores Coll. Estrena: Anna Maria Reverté, Carilló del Palau de la Generalitat, 10 d'abril de 1994.
- Matinal, op. 113 (1992), sardana, per a clarinet, basset-horn i piano. 8'. Encàrrec: Trio Werther. Estrena: Trio Werher; Església Parroquial d'Arenys de Mar, 24 de juny de 1994.
- Tardor, op. 124 (1993), sardana
- La Geltrú, op. 148 (1996), sardana. Dedicada a Vilanova i la Geltrú. Estrena: Cobla Vila de Blanes; Plaça de la Vila (Vilanova i la Geltrú), 4 de maig de 1996
- Clavell, op. 186 (ed. 2001), sardana.
- Manresana, per a cobla. Estrena: Cobla Sant Jordi-Ciutat de Barcelona, sota la direcció de Jordi León; Centre de Cultura Contemporània de Barcelona, 18 de desembre de 2002
- Puig Ventós a Lloret
- Sardana (1985), per a piano. 2' Estrena: T. Borràs.

### Altres
- Andante, op. 36 (1969), per a violoncel i piano. 5'
- Preludi i horitzó, op. 37 (2000)
- Moderato, op. 40 (1980)
- Lar, op. 41 (1980)

- Astrugàncies, op. 42, per a soprano, arpa i flauta. Lletra: X. Miquel
- Concierto, op. 43 (1969), per a trompeta i orquestra
- Quintet de vent, op. 44 (1970), per a 2 trompetes, trompa, trombó i tuba
- Duos, op. 47 (1969)
- Trio, op. 50 (1970), per a piano, violí i violoncel
- Canciones íntimas, op. 51 (1979)
- 6 piezas infantiles, op. 56 (1972), per a flauta i guitarra
- Divertimentos, op. 57 (1970)
- Sonatina, op. 60 (1973), per a flauta i arpa. 12'. Estrena: María Dolores Serra i Maria Lluïsa Ibáñez; Conservatori Superior Municipal de Música de Barcelona, 3 de desembre de 1998.
- Sonatina, op. 61 (1971)
- Concert, op. 64 (1975), per a 2 flautes solistes i orquestra de corda. 25' Estrena: Orquestra de cambra d'Engelberg (Peníscola, 1990).
- Concert, op. 64 (1979), segona versió per a dos violins i orquestra de corda. 20'. Estrena: Sergio Colantoni, S. Purini, Orquesta de Cámara Engelberg, sota la direcció de Vittorio Cacciatori; Castell de Peníscola, 24 d'octubre de 1990.
- Concert, op. 65 (1976) per a fagot solista i orquestra de corda. 25'
- Concert per a fagot, op. 65 (1976), per a fagot, orquestra de corda, flautí i timbals.[3] 25'
- Accordi, op. 68 (1969), per a soprano i piano. Lletra: L. Santoro. Estrena: Pilar Adán i Marcel Olm (Mataró, 1977)
- Fantasia, op. 74 (ed. 1979), per a flauta travessera i piano
- Concert per a piano i orquestra, op. 79 (1980)
- Habanera, op. 80 (1982), per a violí i piano. 4'. Estrena: 15 de febrer de 2000
- Pinzellades, op. 81 (1982), per a flauta, oboè, 2 clarinets, trompa, fagot, lira campana i 4 timbals
- Trencall, op. 82 (1982), per a clarinet i piano
- Sonatina, op. 85 (1984), per a clarinet i violoncel. Dedicada a Antonino Carriglio i Sonia Notararrigo.
- Scherzo, op. 86 (1985), per a trompeta i piano
- Divertimento, op. 90 (1987), per a flauta, oboè, clarinet, trompa i fagot. Estrena: Centro Cultural Conde Duque (Madrid), 6 de març de 2004
- Tema i variacions, op. 91, per a flauta i piano (ed. 2015)
- Aura, op. 92 (1985), per a flauta, oboè i fagot
- Contrast, op. 94 (1988)
- Sonatina, op. 95 (1998)
- Capvespre, op. 98 (1989)
- Sin Niño Quixante, op. 99 (1990)
- Rondó, op. 100 (1990), per a orquestra de corda. 10' Estrena: Orquestra de Cambra de l'Empordà, sota la direcció de Carles Coll; Fundació La Caixa, Centre Cultural (Barcelona), 1997.
- Allegretto, op. 101 (1990)
- Dues danses, op. 102 (1990-1991), per a clarinet i corn baix. Conté: 1. Sardana; 2. Variacions núm. 2 sobre el Ball de Cavallets. 5'10''. La núm. 1 és encàrrec de Q. Roca i Albert Gumí; estrena: Q. Roca i Albert Gumí (Matadepera, 4 de juliol de 1991).
- Quartet, op. 103 (1991), per a 2 violins, viola i violoncel. 12'
- Mont, op. 104, núm. 1 (1991), per a guitarra i flauta. 10'[5]
- Montgrí, op. 104, núm. 2 (1991), per a guitarra i flauta. 5'[5]
- 6 estudis, op. 105 (1990)
- Concert, op. 106 (1992), per a viola solista i orquestra de corda. Dedicada a Joan Ignasi Ferrer i Pujol. 22'
- Gernika, op. 107 (1992)
- Suite, op. 108 (1992)
- Roda, op. 109 (1993)
- Trio, op. 112 (1992), per a flauta, clarinet i fagot. 14'. Estrena: 21 de novembre de 2000
- Variacions de ball dedicades a St. Cristòfol, op. 114 (1992)
- Concert, op. 116 (1994), per a corn anglès solista i orquestra de corda. 20'
- Variacions sobre un tema popular, op. 117 (1994)
- Tino, op. 118 (1993)
- Intermezzi, op. 119 (1993)
- Enyorança, op. 120 (1993)
- Scherzo per a trio, op. 121, núm. 1 i 2 (1993), per a clarinet, corn anglès i piano
- Concert, op.122 (1993), per a clarinet i basset-horn solista, orquestra de corda. 16'10"
- Elegía, op. 126 (1994)
- Tema i variacions, op. 127 (1994)
- Mesto i scherzo, op. 128 (1994)
- Laberint, op. 129 (1994), per a fagot i piano. 6'
- Mosaic, op. 130 (1994)
- Llopis, op. 131 (2000)
- 2 salves, op. 133 (2000)
- Scherzo, op. 134 (1994)
- 3 cançons, op. 136 (1995)
- 2 Cançons, op. 137 (1996)
- 6 petits estudis, op. 138 (1996)
- L'amic, op. 139 (1991)
- 3 preludis, op. 140 (1997)
- Cuttings, op. 141 (1995), per a 2 trompetes i 2 trombons. 8'
- 10 estudis, op. 144 (1995)
- Fagot i piano, op. 145 (1995)
- Scherzo, op. 147 (1996)
- Tríptic, op. 150 (1996)
- 3 cançons, op. 152 (1996)
- Ones, op. 154 (1997), per a flauta i piano. 6'. Dedicada a Rut Costa. Estrena: Rut Costa i Emili Blasco; Foment Mataroní, 7 de juny de 1997
- Homenaje a Ludovico, op. 155 (1997), per arpa, 2 violins, viola i violoncel. 14'. Estrena: 3 d'octubre de 2000
- 2 Cançons, op. 156 (1997)
- 3 adagis, op. 157 (1997)
- Aurora, op. 158 (1997), per a violí, viola i violoncel. Encàrrec de l'Asociación de Mujeres en la Música. Estrena: Cuarteto Clásico, Iglesia de San Ignacio de los Vascos (Madrid) el 28 de març de 1998
- Guipuzkoako, op. 159 (1997)
- Estudis, op. 160 (1997)
- Excelsior, op. 161 (1998)
- Passeig de tardor, op. 163 (1998)
- Cendres, op. 164 (1998)
- La plaça, op. 165 (1998)
- Pinar, op. 166 (1998)
- Dilin, op. 167 (1998)
- Adato, op. 169 (1998)
- 3 canciones, op 170 (1998)
- Aletrí, op. 171 (1999), per a trompeta, trompa, trombó i tuba. 8' Encàrrec de l'Associació Catalana de Compositors. Dedicada al Slovenski Kvintet Tbobil. Estrena: Slovenski Kvintet Trobil; Auditori de la Sociedad General de Autores y Editores (Barcelona) el 21 d'octubre de 1999
- Souvenirs, op. 172 (1999), per a orquestra de cambra. 10'
- Burlesca, op. 173 (1999), per a saxòfon alt i piano. Estrena: Manuel Miján i Sebastián Mariné; Escuela Municipal de Música Andrés Isasi (Getxo) el 20 d'abril de 2007.
- Unimano, op. 174 (1999)
- Trio, op. 175 (1999)
- Arsis, op. 176 (1999)
- 4 interludios, op. 177 (2000)
- Espurnall, op. 179 (2000)
- Sonata, op. 180 (2000)
- Duos, op. 181 (2000)
- 3 canciones, op. 182 (2000)
- Quintuor, op. 196 (2001), per a 2 violins, viola, violoncel i contrabaix. Conté: 1. Moderato - 2. Adagio - 3. Allegretto). 14'. Estrena: Quinteto Clásico de Pamplona (Anna Radomska, Zibor Mohnar, Robert Pajewski, Dorota Pajewska, Tadeusz Kozinski); Iglesia de San Ignacio de los Vascos (Madrid), 6 d'abril de 2002.
- Para terminar, op. 200. Estrena: 2002
- Terceto, op. 201, per a flauta, guitarra i violoncel. Estrena: Antonio Arias, José Luis Rodrigo, Dimitar Furnadjiev; Escuela Municipal de Música Andrés Isasi (Getxo), 10 de març de 2003
- 2 tubas, op. 202. Estrena: 2002
- Ghribizzo, op. 204. Estrena: Madrid, 2002.
- Camí de gegants, op. 205. Estrena: 2002
- Three, op. 209 (2003), per a oboè, clarinet i fagot. EstrenA: Trío de Cañas (Anke Nevermann, Jana Strauchmann i Jorge García del Valle; Sala Manuel de Falla de la Sociedad General de Autores y Editores (Madrid), 15 d'abril de 2004
- Improntus, op. 231 (2009), per a flauta i guitarra. Dedicada a Claudio Ferrer.
- La Brisa (1987), per a veu i piano. Lletra: Gumersind Riera Sans (ed. 1989)
- Cristiana (2000), per a soprano, flautes i clarinet. 2'30''. Estrena: 21 d'abril de 2001
- La Esfinge (1979), per a tenora i piano. 4'. Estrena: 2 de març de 1999
- Fontana. Estrena: Antonio Arias i Gerardo López-Laguna; Escuela Municpal de Música Andrés Isasi (Getxo), 12 de març de 2005
- Sonata (2006), per a piano i flauta.

### Arranjaments
- La pastoreta, per a cors mixtes